# Щенников, Александр Александрович
Александр Александрович Щенников (2 сентября 1900 года, д. Палкино, Костромская губерния, Российская империя — умер после 1945 года,  СССР) — советский военачальник, полковник (1942).

## Биография
Родился 2 сентября 1900 года в деревне Палкино, ныне в Антроповском районе Костромской области. Русский.

### Военная служба

#### Гражданская война
11 июня 1919 года был призван в РККА Галичским уездным военкоматом Костромской губернии и зачислен рядовым в запасной батальон в городе Кинешма Самарской губернии. В начале июля командирован на пехотные командные курсы в город Иваново-Вознесенск, по их окончании в мае 1920 года назначен командиром взвода в 1-й конвойно-транспортный батальон при 15-й армии Западного фронта. В этой должности участвовал в Советско-польской войне 1920 года. В октябре 1920 года батальон был расформирован, а  Щенников направлен в запасной полк в город Смоленск. В декабре командирован в Высшую тактико-стрелковую школу комсостава РККА им. III Коминтерна, по окончании в ноябре 1921 года назначен командиром взвода в 402-й стрелковый полк 45-й стрелковой дивизии. В этом полку заболел тифом и был госпитализирован, по излечении с февраля 1922 года находился в резерве комсостава при Киевском губернском военкомате. В январе 1923 года назначен командиром взвода Киевского штрафного батальона.

#### Межвоенные годы
С мая 1924 года - начальник караульной команды по охране железнодорожного моста на станции Тетерев. В ноябре того же года караульная команда была расформирована, а  Щенников направлен в город Кременчуг командиром взвода караульной роты. С августа 1925 года по октябрь 1926 года находился на учебе в 5-й Киевской пехотной школе (повторное отделение), по окончании курсов назначен в 73-й стрелковый полк 25-й стрелковой дивизии в составе УВО, а с мая 1935 года — КВО. В этом полку прослужил почти 7 лет, занимал должности командира взвода, пулеметной роты, пом. командира батальона, начальника полковой школы. В апреле 1933 года переведен командиром батальона в 74-й стрелковый полк этой же дивизии в городе Полтава. С ноября 1937 года по август 1938 года вновь находился на учёбе на курсах «Выстрел», по окончании назначен для особых поручений при командире 57-го Особого стрелкового корпуса комдиве  Н. В. Фекленко. Затем исполнял должность помощника начальника группы контроля 1-й армейской группы. В этой должности участвовал в боях на реке Халхин-Гол, некоторое время был начальником штаба 603-го стрелкового полка. За успешное выполнение боевых задач и проявленный героизм майор  Щенников был награжден  орденом Красной Звезды (10.11.1939). С октября 1939 года - помощник начальника группы контроля 17-й армии Забайкальского военного округа, с октября 1940 года был старшим помощником начальника отдела боевой подготовки штаба армии.

#### Великая Отечественная война
В начале Великой Отечественной войны в той же должности. В августе 1941 года подполковник Щенников назначен начальником штаба 35-й запасной стрелковой бригады Забайкальского фронта. В декабре 1941 года вступил в командование 456-й стрелковой дивизией, находившейся на формировании в городе Улан-Удэ (2 февраля 1942 года переименована в 97-ю стрелковую). В период с 6 по 28 февраля она была переброшена на Западный фронт в 16-ю армию.
С марта 1942 года командовал  36-й отдельной стрелковой бригадой этого же фронта. В августе бригада была подчинена командиру 5-й гвардейской стрелковой дивизии 33-й армии и вела наступательные бои против гжатской группировки противника. «За не выполнение боевого приказа по овладению населёнными пунктами Антоново и Тюрмино» Щенников был отстранён от командования бригадой  и в сентябре назначен заместителем командира 222-й стрелковой дивизии этих же армии и фронта. До марта 1943 года дивизия занимала оборону по восточному берегу реки Воря, затем участвовала в Ржевско-Вяземской наступательной операции, с конца марта вела оборонительные бои на рубеже реке Угра. В августе — сентябре 1943 года она последовательно участвовала в Спас-Деменской и Ельнинско-Дорогобужской наступательных операциях. За боевые отличия в этих операциях  Щенников был награжден орденом Красного Знамени. В ходе этих боев 11 сентября в районе Ельни получил тяжёлое ранение в голову и в бок и был госпитализирован.
По излечении в ноябре 1943 года назначен заместителем командира 157-й стрелковой дивизии, с 15 декабря того же года вступил в командование этой дивизией. До февраля 1944 года ее части в составе 81-го стрелкового корпуса 33-й и 5-й армий Западного фронта вели оборонительные и наступательные бои на витебском направлении. С 17 февраля 1944 года был исполняющим должность командира 153-й стрелковой дивизии; до июня она находилась в резерве Ставки ВГК, затем была включена в 69-й стрелковый корпус 49-й армии 2-го Белорусского фронта и участвовала в Могилевской и Минской наступательных операциях. За образцовое выполнение заданий командования в боях при форсировании рек Проня и Днепр, прорыв сильно укреплённой обороны противника и освобождение города Могилёва 10 июля 1944 года 153-й стрелковая дивизия была награждена орденом Красного Знамени. В последующем в составе 50-й армии этого же фронта ее части участвовали в Белостокской наступательной операции, в ходе которой освободили город Гродно и форсировали реки Неман. За эти бои дивизия была награждена орденом Кутузова 2-й степени (25.07.1944). Приказом по войскам 2-го Белорусского фронта командир дивизии полковник Щенников был награждён орденом Красного Знамени.
С ноября 1944 года по март 1945 года находился на лечении в госпитале по болезни, затем состоял в распоряжении Главного управления кадров Наркомата обороны. В конце марта 1945 года направлен в распоряжение Военного совета 3-го Белорусского фронта, где и находился до конца войны. В период с 16 по 24 апреля временно командовал 182-й стрелковой дивизией (до прибытия полковника М. В. Федорова).
За время войны комдив Щенников был два раза персонально упомянут в благодарственных в приказах Верховного Главнокомандующего.

#### Послевоенное время
После войны с 10 мая 1945 года вступил в командование 338-й стрелковой дивизией, входившей в состав 113-го стрелкового корпуса 39-й армии 3-го Белорусского фронта. В этой должности с первых дней проявил себя с отрицательной стороны. 16 мая 1945 года он был от должности отстранён и находился в распоряжении Военного совета фронта. В мае — июле того же года находился на лечении в госпитале в города Инстербург, затем в санатории города Ессентуки. В сентябре — октябре состоял в распоряжении Военного совета Барановичского военного округа, затем Главного управления кадров Наркомата обороны. В декабре 1945 года полковник Щенников уволен в запас.

## Награды
- орден Ленина (21.02.1945)[5][6]
- три ордена Красного Знамени (03.09.1943[7], 14.09.1944[8], 03.11.1944[6][9]
- орден Красной Звезды (10.11.1939)[8]
  - медали в том числе:
  - «XX лет Рабоче-Крестьянской Красной Армии» (1938)[8]
  - «За победу над Германией в Великой Отечественной войне 1941—1945 гг.» (1945)
  - «За взятие Кёнигсберга» (1945)

Приказы (благодарности) Верховного Главнокомандующего в которых отмечен А. А. Щенников.
- За форсирование реки Днепр и за освобождение крупного областного центра Белоруссии города Могилев — оперативно важного узла обороны немцев на минском направлении, а также за овладение городами Шклов и Быхов. 28 июня 1944 года № 122.
- За овладение штурмом городом и крепостью Гродно — крупным железнодорожным узлом и важным укреплённым районом обороны немцев, прикрывающим подступы к границам Восточной Пруссии. 16 июля 1944 года. № 139.